# 道森站
道森站（英語：Dawson）是一個位於愛爾蘭都柏林道森街的都柏林轻轨站，在2017年通車，為綠線延伸工程至布魯姆橋的其中一個車站。車站附近是伦斯特府，市长官邸和爱尔兰国家图书馆。車站月台位於行人道上。